# Villa Sant'Angelo
Villa Sant'Angelo là một đô thị thuộc tỉnh L'Aquila trong vùng Abruzzo của Ý. Ý. Đô thị này có diện tích 5 km², dân số 431 người. Các làng trực thuộc:. Các đô thị giáp ranh gồm: Rocca di Mezzo, San Demetrio ne' Vestini, Sant'Eusanio Forconese.